# Plagio (diritto d'autore)
Nel diritto d'autore il plagio è l'appropriazione, tramite copia totale o parziale, della paternità di un'opera dell'ingegno altrui. 
Il termine deriva dal latino plagium (riduzione in schiavitù o furto di uno schiavo altrui) e in tale accezione trova riscontro nell'inglese plagiarism e nel francese e tedesco Plagiat.
Il primo documentato caso in cui il termine "plagio" è stato usato con il significato di "plagio letterario" risale a Marziale, poeta romano del I secolo, il quale, nel suo famoso epigramma 52, si lamentava di un rivale che avrebbe letto in pubblico i suoi versi spacciandoli fraudolentemente per propri.
Tale contraffazione può avere, oltre ai risvolti di natura civilistica, anche risvolti di natura penalistica.
La Convenzione di Berna, adottata a Berna nel 1886, fu la prima convenzione internazionale a stabilire il riconoscimento reciproco del diritto d'autore tra le nazioni aderenti.

## Dibattito sulla rilevanza penale
In alcune legislazioni è frequente una tendenza all'equiparazione fra la violazione del diritto d'autore e il reato di furto.
Esiste un dibattito non solo sull'entità delle pene che una simile equiparazione comporta, ma anche sulla reale opportunità di accomunare le due tipologie di reato. L'equiparazione al furto comporta infatti un considerevole inasprimento delle pene. Un primo ordine di difficoltà è che spesso, almeno nei sistemi di civil law, nel delineare il reato di furto le norme prevedono lo spossessamento della cosa,  che non sussiste chiaramente nel plagio, se non nel senso molto traslato di possibile diminuzione dei vantaggi economici.
Analogo dibattito investe il rispetto del proporzionalismo fra le pene rispetto alla gravità del reato. Il plagio, infatti, prevede pene inferiori al furto (sebbene l'utilizzo commerciale sia un'aggravante nella violazione di copyright). In sostanza, chi copia e vende opere in forma identica all'originale commette un reato punito molto più severamente del plagio, ovvero di chi apporta lievi modifiche e, cambiando il titolo, si appropria di una qualche paternità sull'opera.
Da parte di alcuni autori si è operata una distinzione tra forma e contenuto di un'opera, in cui i contenuti avrebbero una libera utilizzazione. Ma, sempre secondo la dottrina, va fatta una analisi caso per caso.

## Il plagio nella musica
Spesso, affinché si possa ipotizzare che un brano musicale costituisce un plagio, basta che esso susciti nell'ascoltatore il riconoscimento di un pezzo coperto da diritto d'autore ad esso antecedente. A tal punto, il giudice nomina un CTU (consulente tecnico d'ufficio) per redigere una perizia giurata, ed al quale viene proposto l'ascolto dei due brani (l'originale e l'eventuale plagio). Se il giudice riconosce le ragioni dell'attore (colui che intraprende l'azione legale), l'autore del plagio rischia il ritiro del pezzo dal mercato, con sanzioni pecuniarie, oppure il riconoscimento all'autore originale di parte dei diritti (con relative royalties) su quel pezzo.

### Il tema della durata minima
Per le composizioni musicali, non esiste una regola generale in base alla quale un numero minimo di note, o di battute, uguali tra due opere configura il plagio.
La giurisprudenza ha infatti affermato: La parziale assonanza tra due composizioni musicali, casuale e limitata a poche battute, esclude che tra esse vi sia plagio, soprattutto quando esse si ispirano a diverse tradizioni musicali.
Per i testi letterari, invece, non esiste alcuna convenzione internazionalmente condivisa.
Per quello che riguarda le opere cinematografiche o televisive, normalmente viene ritenuto che il diritto di citazione si estenda al massimo a due minuti.

## Diritto italiano
Anche in materia di diritto d'autore italiano, si usa correntemente il termine plagio per designare l'appropriazione, totale o parziale, di un'opera dell'ingegno altrui nel campo della letteratura, dell'arte, della scienza, o comunque coperta dal diritto d'autore, che si voglia far passare per propria. Tale termine, tuttavia, non è riscontrabile in nessuna disposizione legislativa in materia, perché la parola plagio si riferisce più strettamente al diritto irrinunciabile dell'autore alla paternità dell'opera e sussiste anche quando non vi fosse alcuna violazione del diritto dell'autore allo sfruttamento economico dell'opera, ad esempio perché tali diritti sono ormai scaduti. Secondo la legge italiana, infatti, quando una persona si appropria di elementi rappresentativi e creativi di un'opera altrui per introdurli in un'altra opera sotto il proprio nome, ci si trova di fronte ad una "contraffazione qualificata e aggravata", ossia ad una riproduzione abusiva di un'opera altrui con appropriazione di paternità (L. n. 633 del 1941).

## Diritto francese
In Francia si usa il termine plagiat, dove il linguaggio corrente non distingue l'apprezzamento estetico o critico dal concetto di contraffazione. Si ha in questo senso plagio tutte le volte che si segue un modello che si omette di citare e ci si appropria dello stile, delle idee dei contenuti. Tuttavia il  diritto d'autore non tutela se non le opere compiute, non il solo stile, la sola idea, il solo contenuto che per loro stessa natura sono liberamente riproducibili. Tutto questo rende difficilmente distinguibili l'ispirazione, l'imitazione rispetto alla contraffazione. Da qui il consiglio di citare sistematicamente le proprie fonti, così come è obbligatoriamente previsto dalla legge quando si invoca il diritto di citazione.